# Kanton Vauréal
Kanton Vauréal is een kanton in Frankrijk. Het bureau centralisateur bevindt zich in Vauréal, dat is een van de gemeenten van de 'ville nouvelle' Cergy-Pontoise.

## Samenstellende kantons
Het kanton werd opgericht bij decreet van 17 februari 2014 en trad op 22 maart 2015 in werking. Er werden drie oude kantons in opgenomen.
- L'Hautil, drie gemeenten, de andere drie naar kanton Cergy-2
- Magny-en-Vexin
- Vigny, waarvan ook een deel naar kanton Pontoise

## Gemeenten
Bij zijn oprichting omvatte het kanton 40 gemeenten, maar het omvat sinds de gemeente Gadancourt werd samengevoegd met de gemeente Avernes de volgende 39 gemeenten:
1. Aincourt
2. Ambleville
3. Amenucourt
4. Arthies
5. Avernes
6. Banthelu
7. Bray-et-Lû
8. Buhy
9. La Chapelle-en-Vexin
10. Charmont
11. Chaussy
12. Chérence
13. Cléry-en-Vexin
14. Condécourt
15. Courdimanche
16. Frémainville
17. Genainville
18. Guiry-en-Vexin
19. Haute-Isle
20. Hodent
21. Longuesse
22. Magny-en-Vexin
23. Maudétour-en-Vexin
24. Menucourt
25. Montreuil-sur-Epte
26. Omerville
27. La Roche-Guyon
28. Sagy
29. Saint-Clair-sur-Epte
30. Saint-Cyr-en-Arthies
31. Saint-Gervais
32. Seraincourt
33. Théméricourt
34. Vauréal
35. Vétheuil
36. Vienne-en-Arthies
37. Vigny
38. Villers-en-Arthies
39. Wy-dit-Joli-Village